# Royaume-Uni au Concours Eurovision de la chanson junior 2005
Le Royaume-Uni a participé au Concours Eurovision de la chanson junior, en 2005 où ils étaient représentés par Joni Fuller avec la chanson "How Does It Feel".

## Sélection

### Finale nationale
La finale nationale a été organisée par ITV) pour sélectionner la candidature au Concours Eurovision de la chanson junior 2005. La finale a eu lieu le 3 septembre 2005 aux Granada Studios à Manchester, diffusée sur la chaîne numérique ITV2, et était animé par Michael Underwood et Nikki Sanderson. Le vote télévisé a sélectionné le gagnant parmi les huit candidatures en compétition, dont les votes ont été divisés en six groupes de vote en fonction de la zone géographique.
| Ordre | Artiste          | Chanson            | Points | Place |
| ----- | ---------------- | ------------------ | ------ | ----- |
| 1     | Vicky Gordon     | "Groovy Chick"     | 23     | 6     |
| 2     | Craig Lees       | "Clear the Air"    | 35     | 4     |
| 3     | Lizzi M          | "Devil in a Hood"  | 17     | 7     |
| 4     | Sarah Robertson  | "In My Life"       | 36     | 3     |
| 5     | Joni Fuller      | "How Does It Feel" | 43     | 1     |
| 6     | Jack Garratt     | "The Girl"         | 13     | 8     |
| 7     | Jessica Stretton | "About You"        | 26     | 5     |
| 8     | Ben Smith        | "Lovely"           | 41     | 2     |

| Ordre | Chanson            | SMS & Mobiles | Vote télé régional | Vote télé régional   | Vote télé régional | Vote télé régional  | Vote télé régional | Total |
| Ordre | Chanson            | SMS & Mobiles | Irlande du Nord    | Nord de l'Angleterre | Écosse             | Sud de l'Angleterre | Pays de Galles     | Total |
| --- | ------------------ | ------------- | ------------------ | -------------------- | ------------------ | ------------------- | ------------------ | ----- |
| 1 | "Groovy Chick"     | 10            | 3                  | 2                    | 3                  | 2                   | 3                  | 23    |
| 2 | "Clear the Air"    | 5             | 5                  | 10                   | 8                  | 3                   | 4                  | 35    |
| 3 | "Devil in a Hood"  | 4             | 1                  | 3                    | 4                  | 4                   | 1                  | 17    |
| 4 | "In My Life"       | 2             | 6                  | 8                    | 5                  | 5                   | 10                 | 36    |
| 5 | "How Does It Feel" | 8             | 8                  | 4                    | 10                 | 8                   | 5                  | 43    |
| 6 | "The Girl"         | 1             | 2                  | 1                    | 1                  | 6                   | 2                  | 13    |
| 7 | "About You"        | 3             | 4                  | 6                    | 6                  | 1                   | 6                  | 26    |
| 8 | "Lovely"           | 6             | 10                 | 5                    | 2                  | 10                  | 8                  | 41    |
| Porte-parole |                    |               |                    |                      |                    |                     |                    |       |
| - SMS & Mobiles: Cory Spedding - Irlande du Nord: Stuart McQuitty - Nord de l'Angleterre: Jemma Gofton - Écosse: Michelle Watt - Sud de l'Angleterre: Darren Malcolm - Pays de Galles: Rhydian Bowen Phillips |                    |               |                    |                      |                    |                     |                    |       |

## À l'Eurovision Junior
Le concours s'est tenu à Hasselt en Belgique, Joni Fuller s'est classée 5ème dans l'ordre de passage du concours, après la Roumanie et devant la Suède. À l'issue du vote, Joni a reçu 28 points, se classant 14e sur 16 candidatures en compétition, donnant au Royaume-Uni sa pire place au concours.
Au Royaume-Uni, l'émission a été télévisée sur la chaîne numérique ITV2 avec les commentaires d'Underwood. La porte-parole britannique, qui a annoncé les votes britanniques lors de la finale, était la finaliste nationale Vicky Gordon. Une émission différée, composée de moments forts, a été diffusée sur ITV1 le lendemain après-midi. Le concours a été regardé par 700 000 téléspectateurs sur ITV1 (en baisse de 63,16 % par rapport aux chiffres d'audience de 2004), dont 171 000 en direct sur ITV2 (en baisse de 22,62 % par rapport à 2004).
ITV s'est retiré du concours après 2005 en raison de mauvaise audience, et de la résiliation du contrat Junior Eurovision signé par ITV en 2003. Le Royaume-Uni est revenu au concours en 2022, la BBC remplaçant ITV en tant que diffuseur.

### Vote
| Score     | Pays                                |
| --------- | ----------------------------------- |
| 12 points |                                     |
| 10 points |                                     |
| 8 points  |                                     |
| 7 points  |                                     |
| 6 points  |                                     |
| 5 points  | Malte                               |
| 4 points  |                                     |
| 3 points  | Danemark                            |
| 2 points  | - Biélorussie - Belgique - Lettonie |
| 1 point   | - Pays-Bas - Russie                 |

| Score     | Pays        |
| --------- | ----------- |
| 12 points | Espagne     |
| 10 points | Biélorussie |
| 8 points  | Norvège     |
| 7 points  | Pays-Bas    |
| 6 points  | Grèce       |
| 5 points  | Lettonie    |
| 4 points  | Macédoine   |
| 3 points  | Roumanie    |
| 2 points  | Russie      |
| 1 point   | Danemark    |